# Christopher Smith
Christopher Smith (nacido el 1 de julio de 1972) es un director de cine y guionista británico. Sus cuatro obras más destacadas son Creep, Severance, Triangle y Black Death.

## Filmografía
Cortometrajes
| Año  | Título                     | Director | Escritor |
| ---- | -------------------------- | -------- | -------- |
| 1997 | The 10000th Day            | Sí\|     | Sí       |
| 1998 | The Day Grandad Went Blind | Sí\|     | Sí       |

Largometrajes
| Año  | Título        | Director | Escritor |
| ---- | ------------- | -------- | -------- |
| 2004 | Creep         | Sí       | Sí       |
| 2006 | Severance     | Sí       | Sí       |
| 2009 | Triangle      | Sí       | Sí       |
| 2010 | Black Death   | Sí       | No       |
| 2014 | Get Santa     | Sí       | Sí       |
| 2016 | Detour        | Sí       | Sí       |
| 2020 | The Banishing | Sí       | No       |
| 2023 | Consecration  | Sí       | Sí       |

Televisión
| Año  | Título     | Notas                            |
| ---- | ---------- | -------------------------------- |
| 2012 | Labyrinth  | Miniserie de 2 partes            |
| 2020 | Alex Rider | Episodiois: "Secrets" y "Escape" |